# Harpa Sif Eyjólfsdóttir
Harpa Sif Eyjólfsdóttir (født 9. maj 1987) er en islandsk håndboldspiller. Hun spiller på Islands håndboldlandshold, og deltog under VM 2011 i Brasilien.